# Zachery Ty Bryan
Zachery Tyler „Ty“ Bryan (* 9. Oktober 1981 in Aurora, Colorado) ist ein US-amerikanischer Schauspieler und Filmproduzent. Bekannt wurde Bryan durch die Rolle des Bradley Michael „Brad“ Taylor, dem ältesten Sohn von Tim Taylor in der Serie Hör mal, wer da hämmert.

## Leben
Bryan begann seine Schauspiellaufbahn in Denver mit Druck- und Fernsehwerbung. Sein schauspielerisches Interesse brachte ihn nach Kalifornien, wo er sehr bald eine Rolle in der Sitcom Hör mal, wer da hämmert erhielt. Nach dem Ende der erfolgreichen Serie hatte er Auftritte in verschiedenen Fernsehserien wie Emergency Room, Buffy – Im Bann der Dämonen, Cold Case – Kein Opfer ist je vergessen, Smallville oder Veronica Mars. Im Jahr 2006 war er in dem Film The Fast and the Furious: Tokyo Drift zu sehen. Sein Schaffen als Schauspieler umfasst mehr als 40 Produktionen.
Bryan hat eine jüngere Schwester. Er engagiert sich privat für AIDS- und krebskranke Kinder. Zu seinen Hobbys zählt Fußball, er selbst spielt im lokalen Amateur-Club, den Claremont Stars. 1995 erhielt er einen Platz im California South Olympic Development Team für Jungen unter 14 Jahren. Bryan ist seit März 2007 verheiratet, er und seine Frau wurden am 23. Juni 2014 Eltern von Zwillingsmädchen. Am 7. Juni 2016 wurde Bryans drittes Kind, wiederum eine Tochter, geboren. Am 18. März 2019 wurde das vierte Kind des Paares; Bryans erster Sohn geboren.
Im Jahr 2009 beendete er aktiv seine Karriere als Schauspieler, 2022 war er dennoch in der Serie The Guardians of Justice zu sehen. Bryan gründete mit Lost Lane Entertainment eine Produktionsfirma für Film und Fernsehen und ist seit 2010 als Produzent aktiv.
Für negative Schlagzeilen sorgte Bryan am 16. Oktober 2020, als er in Eugene im US-Bundesstaat Oregon verhaftet wurde. Er soll eine seiner Freundinnen in einer Wohnung gewürgt und sie im Anschluss mit der Abnahme des Mobiltelefons daran gehindert haben, Hilfe zu holen. Ende Juli 2023 wurde er erneut wegen häuslicher Gewalt, genauer schwerer Körperverletzung, festgenommen und unter Untersuchungshaft gestellt.

## Filmografie (Auswahl)
- 1990: Feuer an Bord von Flug 1501 (Crash: The Mystery of Flight 1501, Fernsehfilm)
- 1991–1999: Hör mal, wer da hämmert (Home Improvement, Fernsehserie)
- 1994: Mein großer Freund Bigfoot (Bigfoot: The Unforgettable Encounter)
- 1995: Magic Island
- 1995: Der Prinz von Bel-Air (The Fresh Prince of Bel-Air, Fernsehserie, Folgen 6x09–6x10)
- 1996: Mr. Präsident Junior (First Kid)
- 1997: Absturz in der Wildnis (True Heart)
- 1997: Ein Pastor startet durch (Soul Man, Fernsehserie, Folge 2x05)
- 1998: Ein Direktor räumt auf (Principal Takes a Holiday, Fernsehfilm)
- 1999: Carrie 2 – Die Rache (The Rage: Carrie 2)
- 2000: Kidnapped – Tödlicher Sumpf (Held for Ransom)
- 2001: Emergency Room – Die Notaufnahme (ER, Fernsehserie, Folge 7x19)
- 2001: Outer Limits – Die unbekannte Dimension (The Outer Limits, Fernsehserie, Folge 7x16)
- 2001: Longshot – Ein gewagtes Spiel (Longshot)
- 2002: Buffy – Im Bann der Dämonen (Buffy the Vampire Slayer, Fernsehserie, Folge 7x04)
- 2003: Smallville (Fernsehserie, Folge 2x20)
- 2004: Slammed
- 2005: Veronica Mars (Fernsehserie, 2 Folgen)
- 2005: Das Spiel ihres Lebens (The Game of Their Lives)
- 2005: Der Ehrenkodex (Code Breakers, Fernsehfilm)
- 2006: Cold Case – Kein Opfer ist je vergessen (Cold Case, Fernsehserie, Folge 3x11)
- 2006: The Fast and the Furious: Tokyo Drift
- 2008: Burn Notice (Fernsehserie, Folge 2x08)
- 2009: Meteoriten – Apokalypse aus dem All (Meteor, Fernsehzweiteiler)
- 2009: Thor: Der Hammer Gottes (Hammer of the Gods, Fernsehfilm)
- 2009: Knight Rider (Fernsehserie, eine Folge)